# DearMoon
dearMoon Project — нереализовавшаяся лунная туристическая миссия и художественный проект, задуманный и профинансированный японским миллиардером и коллекционером Юсаку Маэдзавой. Ключевым компонентом миссии должен был стать частный космический полёт с участием Маэдзавы и ещё нескольких человек на борту космического корабля Starship, летящего по окололунной траектории с огибанием Луны. Проект был анонсирован в сентябре 2018 года; его реализация планировалась в 2023 году, но впоследствии была перенесена на неопределённый срок. Миссия была официально отменена 1 июня 2024 года.
Целью проекта являлось предоставление возможности нескольким деятелям искусства бесплатно совершить полёт вокруг Луны. По задумке основателя и спонсора миссии, опыт космического туризма мог бы вдохновить сопровождающих его творческих людей на создание новых произведений искусства. Созданные авторами после возвращения работы могли бы быть выставлены, чтобы способствовать миру во всем мире.
Маэдзава заключил контракт с SpaceX в 2017 году на лунный полёт на гораздо меньшем космическом корабле Dragon 2 с ракетой-носителем Falcon Heavy, который смог бы принять только двух пассажиров. Но в начале 2018 года SpaceX объявила, что сертификация Falcon Heavy для пилотируемых полётов отменяется в свете развития Starship.

## Предыстория
27 февраля 2017 года SpaceX объявила, что планирует полёт двух космических туристов по окололунной траектории. Стало известно, что этими людьми будут японский миллиардер Юсаку Маэдзава и его друг. В этой миссии, которая должна была начаться в конце 2018 года, планировалось использовать космический корабль Dragon 2 уже разработанный по контракту в рамках Commercial Crew Program, а запуск произвести с помощью ракеты Falcon Heavy. Будучи источником дохода для компании, миссия могла бы послужить толчком в развитии технологий для дальнейших планов SpaceX по колонизации Марса.
На момент анонса в 2017 году корабль Dragon 2 находился в стадии разработки, а Falcon Heavy ещё не совершил свой первый запуск. Аналитики отмечали, что график, представленный SpaceX, слишком амбициозен, поскольку корабль нуждается в модификациях с учётом различий в профиле полёта между предлагаемой лунной миссией и его основной задачей по доставке экипажа на орбитальные околоземные космические станции. В сентябре 2017 года SpaceX приняла решение о переходе к стратегии «бережливого стартапа» и объединении в одном проекте технологий запуска на околоземную орбиту, межпланетных полётов, а также межконтинентальных перелётов в пределах Земли.
В феврале 2018 года SpaceX объявила, что больше не планирует использовать Falcon Heavy для полётов человека в космос, а лунные миссии будут выполняться с помощью ракеты-носителя SpaceX Starship. 14 сентября 2018 года в SpaceX заявили, что ранее запланированный по контракту с пассажиром полёт к Луне будет осуществлён с помощью Starship в 2023 году. 17 сентября стало известно, что первым частным пассажиром, который облетит Луну на борту Starship, будет японский миллиардер и известный коллекционер искусства Юсаку Маэдзава. В тот же день Илон Маск опубликовал в Твиттере фотографию, сделанную незадолго до анонса лунной миссии: на ней изображён сам Маск с сидящим у него на плечах Юсаку Маэдзавой на фоне ракеты Falcon 9.
9 ноября 2023 года стало известно, что из-за продолжающейся разработки Starship, проект dearMoon переносится на неопределённый срок.
1 июня 2024 года проект был официально отменён.

## Экипаж
| Астронавт          | Должность        | № полёта        | Профессия       |
| Основной экипаж    | Основной экипаж  | Основной экипаж | Основной экипаж |
| ------------------ | ---------------- | --------------- | --------------- |
| Юсаку Маэдзава     | Командир экипажа | 2               | предприниматель |
| Стив Аоки          | Член экипажа     | 1               | диджей          |
| Тим Додд           | Член экипажа     | 1               | ютубер          |
| Йеми Акинеми Деле  | Член экипажа     | 1               | дизайнер        |
| Рианон Адам        | Член экипажа     | 1               | фотохудожник    |
| Карим Илия         | Член экипажа     | 1               | фотограф        |
| Брэндан Холл       | Член экипажа     | 1               | режиссёр        |
| Дев Джоши          | Член экипажа     | 1               | актёр           |
| Чхве Сын Хён       | Член экипажа     | 1               | певец           |
| Дублёры            |                  |                 |                 |
| Кейтлин Фаррингтон | Член экипажа     | 1               | сноубордистка   |
| Мию                | Член экипажа     | 1               |                 |

## Задача
Пассажирами проекта dearMoon должны были стать сам Юсаку Маэдзава и восемь достойных деятелей искусства, которых Маэдзава пригласил путешествовать с ним бесплатно. Во время полёта на борту также должны были находиться один или два астронавта и несколько пилотов SpaceX. Ожидалось, что полёт мог бы вдохновить творческих людей на создание новых произведений, которые они смогли бы создать после возвращения, а также помочь укреплению мира во всём мире.

## Полёт
Предполагалось, что полёт продлится 6 суток. Корабль должен был следовать по траектории аналогично той, по которой двигался Аполлон-13 в 1970 году, не выходя на орбиту и не приземляясь. В 2025 году НАСА планирует пилотируемый полёт по схожей орбите в рамках миссии Артемида-2.